# Scoiattolo

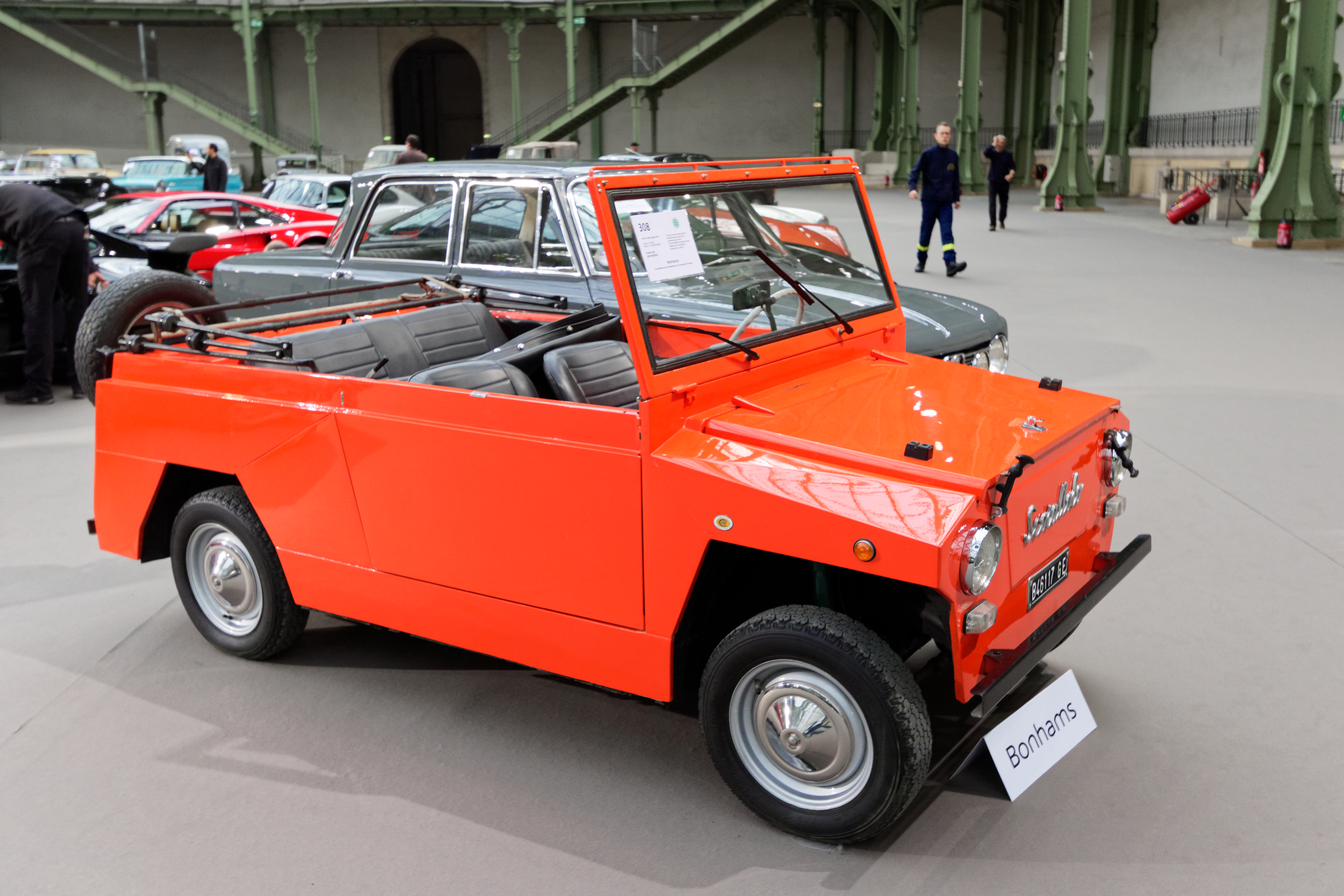
Scoiattolo 1971

Der Scoiattolo (italienisch für Eichhörnchen) war ein 1967 vom italienischen Karosseriebauunternehmen CAP (Carrozzeria Arrigo Perini) aus Arco am Gardasee vorgestellter Geländewagen auf Basis des Fiat 500 im Stile des Fiat 600 Savio Jungla. Die Produktion fand bei der Scoiattolo S.p.A. in Riva del Garda statt. 1969 wurde auf dem Turiner Autosalon eine Allradversion mit der Bezeichnung Super Scoiattolo präsentiert. 
Zunächst basierten die Fahrzeuge auf dem Fiat Nuova 500 und verfügten über dessen Zweizylindermotor mit 500 cm³ Hubraum. Später fand der Vierzylindermotor vom Seat 600 mit 767 cm³ Hubraum Verwendung. Ab 1977 trieb der Zweizylindermotor vom Fiat 126 mit 23 PS die Fahrzeuge an.